# Apame (córka Spitamenesa)
Apame, gr. Ἀπάμα, (IV/III w. p.n.e.) – żona Seleukosa I i matka Antiocha I.

## Życiorys
Była córką baktryjskiego arystokraty Spitamenesa, który zginął walcząc z Aleksandrem Wielkim w roku 327 p.n.e. Po śmierci ojca Apame dostała się w ręce Aleksandra. W roku 324 p.n.e., gdy Aleksander zaaranżował małżeństwa wielu Macedończyków z irańskimi kobietami (zob. wesele w Suzie) została wydana za Seleukosa, przyszłego założyciela dynastii Seleukidów. Spośród macedońskich arystokratów Seleukos "był jedynym, który nie oddalił swojej żony po śmierci Aleksandra". Małżeństwo z Apame miało "daleko sięgające konsekwencje dla późniejszej kariery Seleukosa, tworząc rodzinne więzi z czołowymi rodami irańskiego północnego wschodu, gdzie pierwsi Seleukidzi ostatecznie odnieśli większy sukces w uznaniu swojej władzy niż Aleksander". W roku 323 p.n.e. Apame urodziła Antiocha, przyszłego następcę Seleukosa, a później drugiego syna, Achajosa. W roku 300 p.n.e. Seleukos poślubił Stratonike, córkę Demetriusza Poliorketesa, jednak Apame nadal musiała cieszyć się wysoką pozycją, ponieważ rok później była uroczyście przyjmowana w Milecie.
Co najmniej cztery miasta zostały nazwane na jej cześć: Apamea nad Orontesem, Apamea w północnej Mesenii (Charakene), Apamea nad Eufratem i Apamea Ragiańska (tj. Apameja Reju), obecnie Chwar. Co najmniej od połowy III wieku p.n.e. Seleukidzi twierdzili że Apame była córką Aleksandra z Roksany, która z kolei miała być córką ostatniego Achemenidy Dariusza III. W ten sposób Seleukidzi stawali się prawowitymi dziedzicami zarówno Aleksandra, jak i Achemenidów. Z uwagi na tę dynastyczną propagandę na wschodzie era Seleukidów, rozpoczynająca się w 312 p.n.e., do dziś jest znana jako "era Aleksandra", co powodowało liczne chronologiczne trudności i błędne interpretacje.